# 金忠士
金忠士（1556年—1618年），字元卿，一字葵之，號麗陽，直隸安慶府宿松縣籍，徽州府休寧縣人，明朝政治人物。

## 生平
萬曆十九年（1591年）辛卯科應天鄉試舉人。萬曆二十年（1592年）聯捷壬辰科三甲五十九名進士。户部觀政，六月授江西樂平縣知縣，二十六年考選廣西道監察御史，本年巡视南城。万历三十一年巡视十庫，本年巡视北城，本年奉命巡按贵州，三十三年巡按浙江，三十五年巡按河南，三十八年还京，巡视皇城，本年巡视西城，掌河南道印。以劾潞王不法忤旨，三十九年出爲福建福宁道左參政，四十三年升按察使，四十三年二月加升陕西右布政使，分守神木道。萬曆四十四年（1616年）七月，以都察院右僉都御史，巡抚延绥。四十六年卒於任。泰昌間，追贈兵部右侍郎，賜祭葬。

## 著作
有《西征记》、《旭山集》。
《少林寺志》有金忠士《游少林寺记》。

## 家族
曾祖父巖鎮公金富；祖父积涌公金益；父親金坤，字文載，别号容斋，生员，贈知縣，加贈廣西道監察御史。母汪氏。